# 焦茶色のパステル
『焦茶色のパステル』（こげちゃいろのぱすてる）は、岡嶋二人の長編推理小説、及びそれを原作としたテレビドラマ。岡嶋二人のデビュー作で、第28回江戸川乱歩賞受賞作。1982年に初刊行され、1984年に文庫本が発売された。

## 概要
1982年、第28回江戸川乱歩賞を受賞した岡嶋二人のデビュー作品。前年の第27回江戸川乱歩賞の候補となるも落選した『あした天気にしておくれ』と同様に、競馬を題材として扱っている。
1985年に土曜ワイド劇場で「血液型殺人事件 霧の那須高原襲われた女探偵」というタイトルでテレビドラマ化されている。主演は中野良子。

## あらすじ
東北にある幕良牧場で、牧場長・深町保夫と競馬評論家・大友隆一が銃殺される。ともに撃たれたのは、サラブレッドの母子、モンパレットとパステル。隆一の妻・香苗は競馬について無知だったが、夫の死に疑問を抱き友人の綾部芙美子とともに事件を調べ始めるが、次々と怪事件に巻き込まれることとなる。

## 登場人物
大友 香苗（おおとも かなえ）
宝飾デザイナー。隆一との離婚を考えていたが、隆一が殺害されたことで競馬の世界に足を踏み込む。
大友 隆一（おおとも りゅういち）
競馬評論家。幕良牧場で何者かに射殺される。
綾部 芙美子（あやべ ふみこ）
香苗の友人で競馬雑誌の記者。独身。
深町 保夫（ふかまち やすお）
幕良牧場の牧場長。隆一とともに殺害される。
真岡 良太郎（まおか りょうたろう）
競馬好きが集まる喫茶店「ラップタイム」のマスター。芙美子に好意を持っている。
山路 頼子（やまじ よりこ）
「ヤマジ宝飾」の社長で香苗の仕事のパートナー。
山路 亮介（やまじ りょうすけ）
頼子の夫で、競馬雑誌社の社長。
柿沼 幸造（かきぬま こうぞう）
東陵農業大学の教授。殺害される。
織本 栄吉（おりもと えいきち）
幕良市の市長で幕良牧場のオーナー。
鶴見（つるみ）
幕良牧場の事務長。

## 書籍情報
- 1982年9月（単行本） - 講談社、ISBN 4062002345
- 1984年8月（文庫） - 講談社文庫、ISBN 4061832999
- 2012年8月（文庫【新装版】） - 講談社文庫、ISBN 9784062773164

## テレビドラマ

### 概要
1985年12月21日、土曜ワイド劇場で「血液型殺人事件 -霧の那須高原襲われた女探偵」というタイトルで放送された。
原作とやや設定が異なり、香苗と芙美子が友人ではなく、先輩後輩の関係になっており、良太郎は芙美子の兄に変更されている。また、事件の舞台は那須高原の「大須賀牧場」に変更されている。

### キャスト
- 大友香苗 - 中野良子
- 綾部芙美子 - 浅野ゆう子
- 大友隆一 - 西田健
- 良太郎 - 岸部シロー
- 山路社長 - 神山繁
- 深町 - 勝部演之
- 鶴見 - 遠藤征慈
- 久野コウジ（牧場の飼育員） - 高野浩和
- 大須賀甚兵衛（牧場主） - 嵯峨善兵
- ミツコ（競馬ニュース社の事務員） - 春川ますみ
- 警部 - 長門勇

### スタッフ
- 監督：鷹森立一
- 脚本：高橋稔、石川孝人
- 音楽：宮本光雄
- 製作：朝日放送、東映